# TomTom
TomTom je nizozemský nadnárodní výrobce zabývající se vývojem a výrobou automobilových navigačních přístrojů, sporttesterů a navigačního software pro PDA a mobilní telefony. Společnost TomTom byla založena v roce 1991 se sídlem v Amsterdamu a svou první generaci satelitních navigačních zařízení uvedla na trh v roce 2004.

### Historie
Společnost byla založena v Amsterdamu v roce 1991 pod názvem Palmtop Software.
V roce 2001 se obchodní název společnosti změnil na TomTom a její oficiální název byl také změněn v roce 2003.
V září 2005 společnost TomTom získala společnost Datafactory AG, poskytovatele telematických služeb se sídlem v Lipsku v Německu.
V lednu 2006 společnost TomTom koupila britskou společnost Applied Generics, čímž vznikla nová společnost s názvem TomTom Traffic.
V roce 2008 TomTom koupil tvůrce digitálních map, firmu TeleAtlas za 2,9 miliardy EUR.
Dne 11. června 2012, na akci představení novinek v operačním systému iOS 6 od společnosti Apple, byl TomTom oznámen jako hlavní poskytovatel mapových dat pro přepracovanou aplikaci Apple Maps, která nahradila Mapy Google. 
V roce 2014 společnost TomTom navázala partnerství s automobilovou skupinou Volkswagen na společném výzkumu systémů pro vysoce automatizované řízení.
Koncem roku 2015 společnost TomTom prodloužila svou dohodu se společností Apple a podepsala novou smlouvu se společností Uber, v níž aplikace pro řidiče Uberu využívá mapy a dopravní data TomTom ve 300 městech po celém světě.
V roce 2018 se společnost TomTom stala hlavním dodavatelem dat pro mapovou aplikaci společnosti Apple.
V roce 2020 společnost podepsala dohodu s čínským výrobcem Huawei o používání mapových dat TomTom v Petal Maps, což je náhradní služba za Google Maps pro chytré telefony společnosti.
V prosinci 2022 společnost TomTom oznámila, že zahájila společný podnik se společnostmi Amazon , Meta a Microsoft , jehož cílem je vytvářet mapy na základě mapových dat z OpenStreetMap. Nová nadace Overture Maps Foundation se stala součástí nadace Linux Foundation.
Tisková zpráva společnosti z června 2023 oznámila, že podpora sportovních hodinek a dalších nositelných produktů bude od září 2023 ukončena. To zahrnovalo jak vlastní platformy společnosti TomTom, tak i integraci se službami třetích stran, jako je například aplikace Strava.

## Produkty (2025)
TomTom nabízí 3 druhy produktů – navigační přístroje, navigační software pro přenosná zařízení jako tablety a mobilní telefony a doplňkové služby jako monitoring radarů a dopravní situace. 

### Navigační software
- Go Navigation Auto - funkce navigace pro mobilní telefony.
- Go Navigation Truck - funkce navigace pro kamióny nebo auta. Aplikace navíc zohledňuje parkovací místa a čerpací stanice pro veliké automobily.
- Aplikace AmiGo - doplňková aplikace pro Android Auto a CarPlay, informuje uživatele o rychlostních radarech a aktuální dopravní situaci.

### Navigační přístroje
Navigační přístroje jsou buď samostatné, přenosné "navigace", nebo integrované, které zobrazují pohled na mapu z ptačí perspektivy, který je doprovázen hlasovou navigací. K určování polohy přístroje využívají satelitní systém GPS. Navigační přístroje TomTom se ovládají přes dotykový displej. Napájeny jsou přes 12V zásuvku automobilu.
Přístroje se rozdělují na několik řad: 
Pro osobní automobily:
- Go Superior
- Go Navigator
- Go Classic

Pro motocykly:
- Rider 550
- Rider 500

Pro karavany:
- Go Camper Max
- Go Camper Tour

Pro kamiony:
- Go Expert Plus
- Go Proffessional

Integrované anvigace:
- Navigace v palubní desce pro Abarth, Alfa Romeo, Fiat, Jeep, Lancia, Mazda, Mistubishi, Peugeot, Renault, Smart, Sony, SsangYong, Vauxhall, Opel, Subaru, MG Motors.

### Doplňkové služby
- Mapy pro navigační zařízení nebo integrované
- Aplikace na upozornění rychlostních radarů
- Služby Live - rychlostní radary a dopravní situace
- TomTom Traffic - dopravní situace pro celou Evropu
- Hlasy - možnost zakoupení samostatného hlasu do navigace

## Již nepodporované a nevyráběné dřívější produkty

### Sporttestery
Původní nabídka sporttesterů od společnosti TomTom zahrnovala běžecké GPS hodinky, fitness GPS hodinky a golfové GPS hodinky. Na konci roku 2017 TomTom oficiálně potvrdil, že ukončí výboru wearables a propustil 136 zaměstnanců.

#### Běžecké GPS hodinky
Běžecké GPS hodinky disponovali následujícími funkcemi:
- sledování aktivity 24 hodin / 7 dní v týdnu (přehled o krocích, aktivně stráveném čase a o spálených kaloriích)
- závodní režím (závod proti některému z předchozích výkonů)
- intervalový trénink
- vnitřní tréninkový režim
- bezdrátová synchronizace s mobilním telefonem
- automatické sledování spánku
- voděodolné

Pro běhání byla vyrobena speciální řada Runner, aktuálně Runner 2, ta umožňovala si zvolit velikost řemínku, který bylo možné zakoupit v různých barevných provedeních a velikostech. Byly vyrobeny čtyři varianty produktů, které umožňovaly poslech hudby s bezdrátovými sluchátky nebo měření srdečního tepu bez hrudního pásu. 

#### Fitness GPS hodinky
Podobné rozdělení typů hodinek měla i řada Spark určená pro všechny fitness aktivity, hodinky disponovali podobnými funkcemi jako v případě Runner 2.  

#### Golfové GPS hodinky
Tato řada GPS hodinek byla určena speciálně pro všechny golfové hráče, kterým měla usnadnit jejich pohyb po greenu, odhad vzdáleností, výskyt bunkerů nebo vodních ploch a mnohé další. V hodinkách byly předem nahrány údaje o více než 40 000 mezinárodních golfových hřišť, u kterých probíhala každodenní aktualizace formou bezdrátové synchronizace chytrého smartphonu. 

### Navigační software
TomTom byl tvůrcem programu TomTom NAVIGATOR, který byl určen pro přenosné přístroje vybavené přijímačem GPS nebo s možností připojení takového přijímače dodatečně. 
Jednotlivé platformy a verze které na nich byly dostupné:
- Android – verze 1.2
- iPhone, iPod – verze 1.2
- Palm OS – verze 6
- Symbian – verze 6
- Windows Mobile – verze 6, předinstalovaná na některých zařízeních verze 7.